# Turistická značená trasa 6648
 Turistická značená trasa 6648 je 4,4 km dlouhá žlutě značená turistická trasa Klubu českých turistů spojující Polesí Hradiště s rybníkem Habr.

## Průběh trasy
Trasa začíná u rozcestníku Polesí Hradiště, kde se napojuje na červeně značenou turistickou trasu č. 0207. Poté trasa vede okolo přírodní památky Rumpál, významného naleziště zkamenělin. Po 2,7 km trasa dochází k silnici a cyklotrase č. 2153 (Cheznovice - Chrást). S cyklostezkou pokračuje ke kempu Habr, kde se na rozcestníku Habr - u tábořiště napojuje na modrou turistickou trasu č. 1406. 